# Jim Ryan (Manager)
Jim Ryan (* 1968) ist ein britischer Geschäftsmann und der derzeitige Präsident und CEO von Sony Interactive Entertainment, der Tochtergesellschaft der Sony Corporation, die sich auf Forschung, Entwicklung und Verkauf von PlayStation-Hardware, -Software, -Inhalten und -Netzwerkdiensten konzentriert.
Ryan kam 1994 zu Sony Interactive Entertainment Europe, damals noch unter dem Namen Sony Computer Entertainment Europe bekannt. Im Jahr 2011 wurde er zum Präsidenten von Sony Interactive Entertainment Europe ernannt. Im Jahr 2016 wurde Ryan zum Head of Global Sales & Marketing von Sony Interactive Entertainment LLC ernannt und behielt seine Rolle als Präsident von Sony Interactive Entertainment Europe bei. Im Jahr 2018 wurde er zum stellvertretenden Präsidenten von Sony Interactive Entertainment LLC ernannt, behielt aber die Verantwortung für seine beiden vorherigen Positionen. Ryan wurde im April 2019 Nachfolger von John (Tsuyoshi) Kodera als Präsident und CEO von Sony Interactive Entertainment. Sein Vermögen beträgt geschätzt 250 Millionen US-Dollar.